# Linge de maison
Pour les articles homonymes, voir Linge.

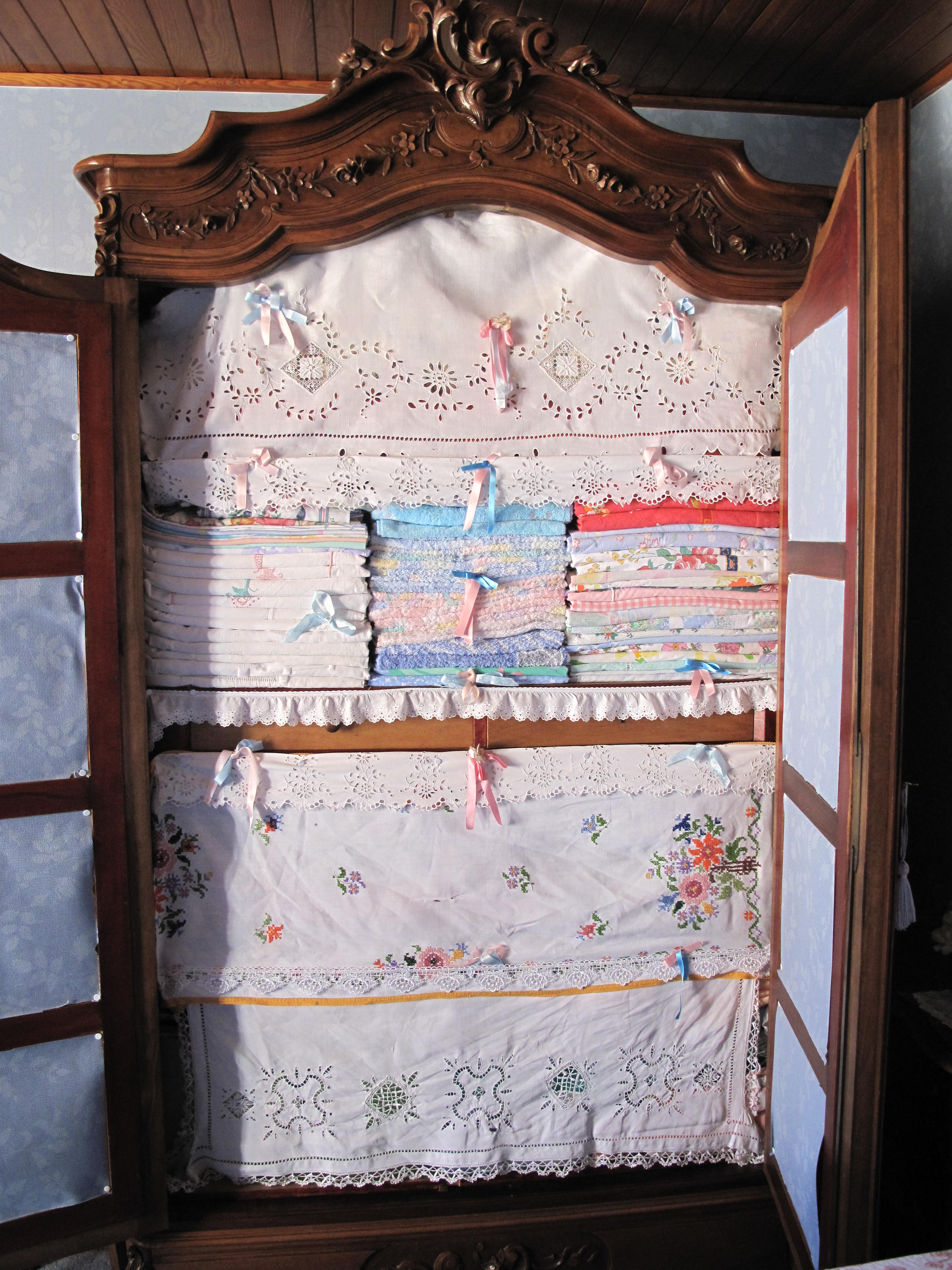
Armoire avec linge de maison.

Le linge de maison désigne l'ensemble des pièces en tissu destinées à un usage domestique.

## Types de linge de maison
Il existe une grande variété de types de linge de maison. 

### Linge de table
Concerne les arts de la table.
- Nappe
- Serviette de table
- Set de table

### Linge de cuisine et de ménage
- Chiffon
- Serpillière
- Serviette
- Torchon

### Linge de lit
Concerne le linge pour les lits (Literie):
- Couverture
- Dessus de lit
- Drap
- Drap-housse
- Housse de couette
- Plaid
- Taie d'oreiller
- Taie de traversin
- Couette
- Alèse
- Édredon
- Oreiller
- Traversin

### Linge de bain / linge de toilette
- Gant de toilette
- Serviette de bain
- Serviette de plage

### Autre linge de maison
- Mouchoir
- rideaux et voilages

## Aspects culturels et sociaux
Au-delà de sa fonction domestique première, le linge de maison concentre une multitude d’enjeux et s’accompagne d’une importante dimension culturelle et socio-économique comme en témoignent la dot traditionnelle ou le trousseau.
L'examen de son utilisation et son entretien nous éclairent notamment sur l'évolution des relations entre les hommes et les femmes et sur la condition féminine.
Dans son ouvrage La Trame conjugale, le sociologue français Jean-Claude Kaufmann a ainsi étudié la répartition des rôles au sein du couple en prenant comme fil conducteur le rapport au linge.